# Alpine A424
Alpine A424 är en sportvagnsprototyp som den franska biltillverkaren Alpine presenterade i juni 2023.

## Alpine A424
Alpine A424 är byggd enligt reglementet för Le Mans Daytona h med ett standardiserat chassi levererat av Oreca. Bilen har en V6-motor från Mecachrome, kombinerat med ett standardiserat hybridsystem. Alpine kommer att tävla i FIA World Endurance Championship med debut säsongen 2024.

## Tekniska data
| Tekniska data               | Alpine A424                                                           |
| --------------------------- | --------------------------------------------------------------------- |
| Motor:                      | Mittmonterad 6-cyl 90° V-motor med turbo                              |
| Cylindervolym:              | 3,4 l                                                                 |
| Max effekt:                 | 680 hk                                                                |
| Ventilstyrning:             | Dubbla överliggande kamaxlar per cylinderrad, 4 ventiler per cylinder |
| Hybridsystem:               | KERS                                                                  |
| Växellåda:                  | 6-växlad sekventiell                                                  |
| Hjulupphängning fram & bak: | Dubbla tvärlänkar, torsionsfjädring, krängningshämmare                |
| Bromsar:                    | Keramiska skivbromsar                                                 |
| Chassi & kaross:            | Monocoque av kolfiber                                                 |
| Hjulbas:                    | 3148 mm                                                               |
| LxBxH:                      | 5000 x 1998 x 1058 mm                                                 |
| Torrvikt:                   | 1030 kg                                                               |